# Distretto di Fuji
Il distretto di Fuji (富士郡, Fuji-gun?) era uno dei distretti della prefettura di Shizuoka, in Giappone.
Prima della soppressione, ne faceva parte solo la cittadina di Shibakawa. Il 23 marzo 2010, Shibakawa è stata assorbita dalla municipalità di Fujinomiya e, a partire da tale data, il distretto di Fuji ha cessato di esistere.